# جيا جريغالافا
جيا جريغالافا (5 أغسطس 1989 بكوتايسي في جورجيا - ) هو لاعب كرة قدم جورجي في مركز الدفاع. شارك مع منتخب روسيا تحت 21 سنة لكرة القدم ومنتخب جورجيا لكرة القدم. أما مع النوادي، فقد لعب مع أنجي محج قلعة ونادي روستوف أون دون ونادي روستوف ونادي فولغا نيجني نوفغورود ونادي كريليا سوفيتوف سامارا ونادي بافوس وأف سي موسكو.

## وصلات خارجية
- جيا جريغالافا على موقع الاتحاد الدولي (مؤرشف)  (الإنجليزية)
- جيا جريغالافا على موقع الاتحاد الأوربي (الإنجليزية)
- جيا جريغالافا على موقع قاعدة بيانات كرة القدم.إي يو (الإنجليزية)
- جيا جريغالافا على موقع ناشيونال فوتبول تيمز (الإنجليزية)
- جيا جريغالافا على موقع Soccerway.com (الإنجليزية)
- جيا جريغالافا على موقع عالم كرة القدم.نت (الإنجليزية)
- جيا جريغالافا على موقع AS.com (الإسبانية)